# Lexus SC
O SC foi um roadster coupé-cabriolet de quatro lugares da Lexus fabricado entre 1991 e 2010 para o mercado americano. Teve uma versão para o Japão, batizada de Toyota Soarer. Ele possui um motor dianteiro, design de tração traseira e capacidade para até quatro passageiros. O SC de primeira geração estreou como o SC 400 com motor V8 (1UZ-FE) em 1991, e o SC 300 com motor I6 foi adicionado em 1992. Ambos os modelos de primeira geração foram produzidos até 2000. O modelo de segunda geração, o SC 430, entrou em produção em 2001. O SC 430 apresenta um design conversível de capota rígida e um motor V8. O SC de primeira geração foi amplamente estilizado na Califórnia. O SC de segunda geração foi concebido principalmente em estúdios de design na Europa.
No Japão, o Toyota Soarer de terceira geração, com o qual o SC de primeira geração originalmente compartilhava o projeto da carroceria e os múltiplos componentes, apresentava uma linha separada de configurações de veículos e diferentes conjuntos motrizes. O Soarer de quarta geração, em grande parte idêntico ao SC 430, foi substituído pelo seu homólogo da Lexus no Japão, quando a marca Lexus estreou em 2005. O SC era o único coupé na linha Lexus até a chegada da IS C. De acordo com a Lexus, a designação SC significa Sport Coupe. O LC substituiu a linha de produção do SC em 2017.

## Galeria
- Primeira geração (1991-2000)
- Segunda geração (2001-2010)